# Stalno predstavništvo Republike Slovenije pri Združenih narodih, Švica
Stalno predstavništvo Republike Slovenije pri Združenih narodih je diplomatsko-konzularno predstavništvo (stalno predstavištvo) Republike Slovenije pri OZN s sedežem v Ženevi (Švica).
Trenutni vodja stalnega predstavništva (veleposlanica) je Anita Pipan.

## Veleposlaniki
- Anita Pipan (2021-danes)
- Sabina Stadler Repnik (2019-2021)
- Vojislav Šuc (2014-2019)
- Andrej Logar (2009-2013)